# Badistornis
Badistornis je rod ptica iz porodice Aramidae. Badistornis aramus je jedini predstavnik ovog roda. Sličan je živoj vrsti čapljolika (Aramus guarauna), ali je veći. Fosili su pronađeni u pješčenjaku riječnog kanala zone Metamynodon u Južnoj Dakoti.